# Regnecentralen RC759 Piccoline
Regnecentralen RC759 Piccoline (RC759 Piccoline) је био професионални рачунар фирме Regnecentralen који је почео да се производи у Данској од 1984. године.
Користио је Intel 80186 као микропроцесор. RAM меморија рачунара је имала капацитет од 256 KB прошириво до 512 KB. 
Као оперативни систем кориштен је CP/M 86.

## Детаљни подаци
Детаљнији подаци о рачунару RC759 Piccoline су дати у табели испод.
|                       |                                                                             |
| [ 1 ]                 |                                                                             |
| Произвођач            |                                                                             |
| Тип                   | професионални рачунар                                                       |
| Меморија              | 256 прошириво до 512 KB                                                     |
| Поријекло             | Данска                                                                      |
| Година                | 1984                                                                        |
| Тастатура             | пуна величина, QWERTY са данским знаковима                                  |
| Процесор              |                                                                             |
| Фреквенција процесора | непознато                                                                   |
| RAM                   | 256 прошириво до 512 KB                                                     |
| ROM                   | непознато                                                                   |
| Текст                 | 80 стубова x 24 линије                                                      |
| Графика               | да, резолуција непознато                                                    |
| Боја                  | једна боја                                                                  |
| Звук                  | да                                                                          |
| Димензије             | 170 (ширина) x 72 (дубина) x 9,5 (висина) / 150 (са батеријама и поклопцем) |
| Портови               |                                                                             |
| Оперативни систем     |                                                                             |